# ليكويل
ليك أويل هي شركة مسجلة في جزر كايمان ، وتركز من خلال مساهمتها في ليك أويل نيجيريا على التنقيب عن النفط وإنتاجه في أفريقيا، ولها مصالح في نيجيريا وبحر ناميبيا . تأسست الشركة في عام 2010 على يد محلل سابق من أليانس بيرنشتاين، وأُدرجت في سوق الاستثمار البديل في بورصة لندن في عام 2013. 
ووفقا لموقع الشركة: (www.lekoil.com) ، فإن طموحها هو أن تصبح الشركة الرائدة في مجال التنقيب والإنتاج في العالم والتي تركز على أفريقيا. ولتحقيق هذه الرؤية، ستسعى الشركة إلى تعظيم القيمة لأصحاب المصلحة على نحو مستدام، من خلال العمل بنزاهة والاستفادة من الموارد المحلية - لصالح البلدان والمجتمعات التي يعملون فيها.